# Lijst van wereldkampioenen gravelrace elite mannen
De gravelrace voor mannen bij de elite staat sedert 2022 op het programma van de wereldkampioenschappen gravel.

## Geschiedenis
Het eerste WK gravel was een tocht van 194 kilometer van Vicenza naar Cittadella in Italië, die werd gehouden op zondag 9 oktober 2022. De Belg Gianni Vermeersch veroverde de eerste regenboogtrui.

## Erelijst
| Jaar | Plaats         | Goud                 | Zilver             | Brons                |
| 2022 | Veneto         | Gianni Vermeersch    | Daniel Oss         | Mathieu van der Poel |
| 2023 | Veneto         | Matej Mohoric        | Florian Vermeersch | Connor Swift         |
| 2024 | Vlaams-Brabant | Mathieu van der Poel | Florian Vermeersch | Quinten Hermans      |

## Medaillespiegel
| Plaats | Land                | Goud | Zilver | Brons | Totaal |
| 1      | België              | 1    | 2      | 1     | 4      |
| 2      | Nederland           | 1    | 0      | 1     | 2      |
| 3      | Slovenië            | 1    | 0      | 0     | 1      |
| 4      | Italië              | 0    | 1      | 0     | 1      |
| 5      | Verenigd Koninkrijk | 0    | 0      | 1     | 1      |
| Totaal | Totaal              | 3    | 3      | 3     | 9      |